# Huang Zunxian
Huang Zunxian (ur. 27 kwietnia 1848, zm. 28 marca 1905) – chiński poeta, urzędnik państwowy i dyplomata. Działacz reformatorski.
Pochodził z Jiaying z prowincji Guangdong, z bogatej rodziny kupieckiej. W 1876 roku zdał egzaminy urzędnicze. Pełnił funkcję konsula chińskiego w Japonii (1877-1882), Stanach Zjednoczonych (1882-1885), Wielkiej Brytanii (1890-1891) oraz Singapurze (1891-1894). W 1890 roku opublikował Traktat o Japonii, w którym przedstawił chińskiemu czytelnikowi proces modernizacji i industrializacji Japonii w czasach restauracji Meiji. W 1898 roku wsparł ruch stu dni reform, za co został później poddany szykanom: odwołano jego nominację na placówkę dyplomatyczną w Japonii i skazano na przymusową emeryturę polityczną. Resztę życia spędził w swoim domu w Jiaying.
Jako poeta, Huang opowiadał się za odrzuceniem skostniałych wzorców stylistycznych, obowiązujących od czasów dynastii Ming. W swoich utworach posługiwał się językiem mówionym (baihua) i wzorował się na pieśniach ludowych.